# Schloss Esterházy (Fertőd)

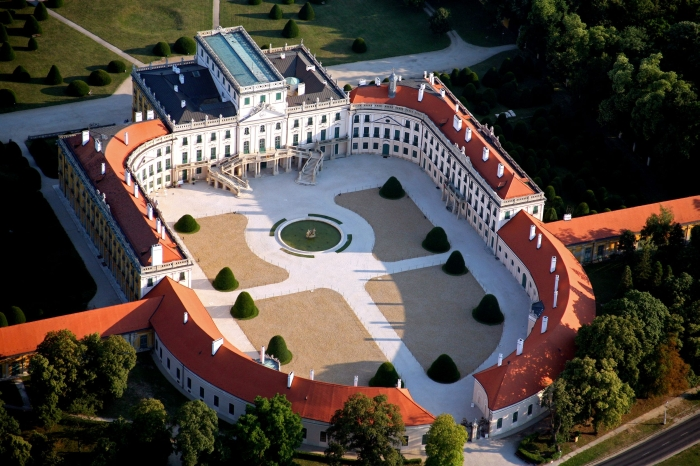
Luftaufnahme des Schlosses (2007)

Schlosshof (2011)

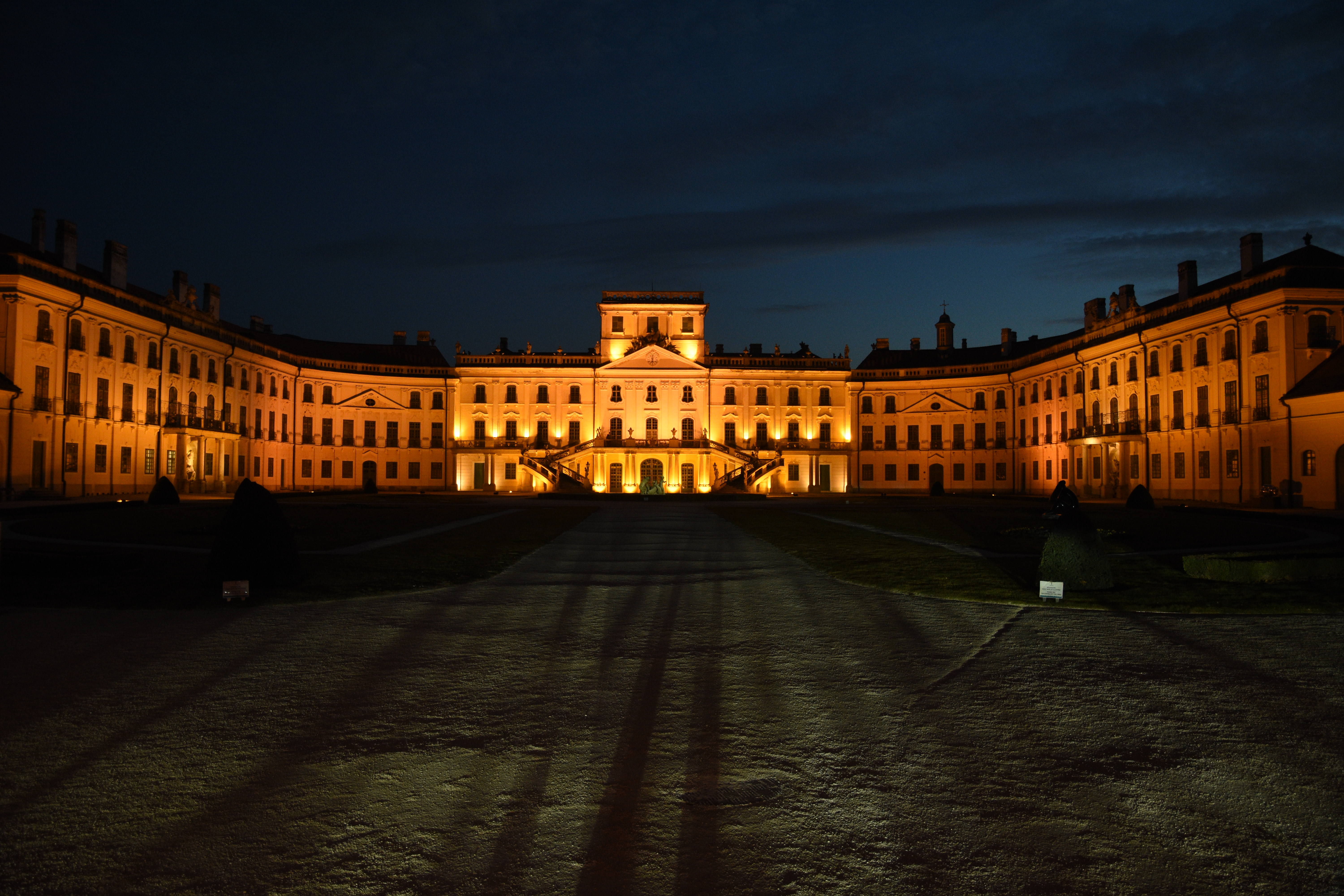
Schlosshof (2022)

Schloss Esterházy, auch Schloss Fertőd genannt und in Österreich zur Unterscheidung vom Eisenstädter Schloss der Familie oft als Eszterháza bezeichnet, ist ein westungarisches Schloss der früheren Fürsten Esterházy. Es liegt nahe der österreichischen Grenze, einige Kilometer südöstlich des Neusiedler Sees, in einem fruchtbaren Flachland am Rande des Städtchens Fertőd (Fertő-tó = Neusiedler See).
Es zählt zu den größten Rokokoschlössern Ungarns, ist Teil des Weltkulturerbes und gleichzeitig in den Nationalpark Fertő-Hanság eingebunden. Man erreicht es von Westen über Eisenstadt (Burgenland) oder Sopron (Ödenburg) (25 km) bzw. von Norden über den österreichischen Seewinkel östlich des Neusiedler Sees (Pamhagen 10 km), von Osten über die ungarische Bezirksstadt Kapuvár (15 km). Der Grenzland-Radweg rund um den Neusiedler See führt direkt am Schlosspark vorbei.

## Beschreibung

### Architektur
Die Hauptgebäude des Schlosses bilden eine Dreiflügelanlage mit abgerundetem Anschluss der Seitenflügel, sodass eine hufartige Struktur entsteht. An die Seitenflügel schließen sich in einem Halbkreis angeordnet und vom schmiedeeisernen Hauptportal der Anlage unterbrochene Wirtschaftsgebäude an. Der so entstehende Schlosshof hat eine Fläche von über 7000 m². Er wird von geometrisch angelegten Rasenflächen und Blumenpflanzungen geziert. In seiner Mitte findet sich ein Springbrunnen mit einer drachentötenden Szene.
Während die Wirtschaftsgebäude eingeschossig sind, besitzen die Hauptgebäude zwei Obergeschosse. Der Mittelbau mit elf Fensterachsen hat einen dreiachsigen Mittelrisalit, welcher von einem weiteren Stockwerk, dem Belvedere, überragt wird. Zu dem den Räumen im ersten Obergeschoss vorgelagerten, von Säulen getragenen Balkon führt eine zweiarmige durch Putten verzierte Festtreppe. 
Die abgerundeten Übergangsteile haben sieben, die anschließenden Seitenflügel dreizehn Fensterachsen. Alle Fenster der Obergeschosse besitzen kleine Zierbalkone und Rokoko-Schmuckelemente. Alle Fassaden sind durch Lisenen gegliedert und tragen Balustraden, die teilweise von Figuren und anderem Bauschmuck gekrönt sind. Die Seitenflügel haben in der Mitte des ersten Obergeschosses von Säulen getragene dreiachsige Balkone, unter denen sich Brunnenanlagen befinden.

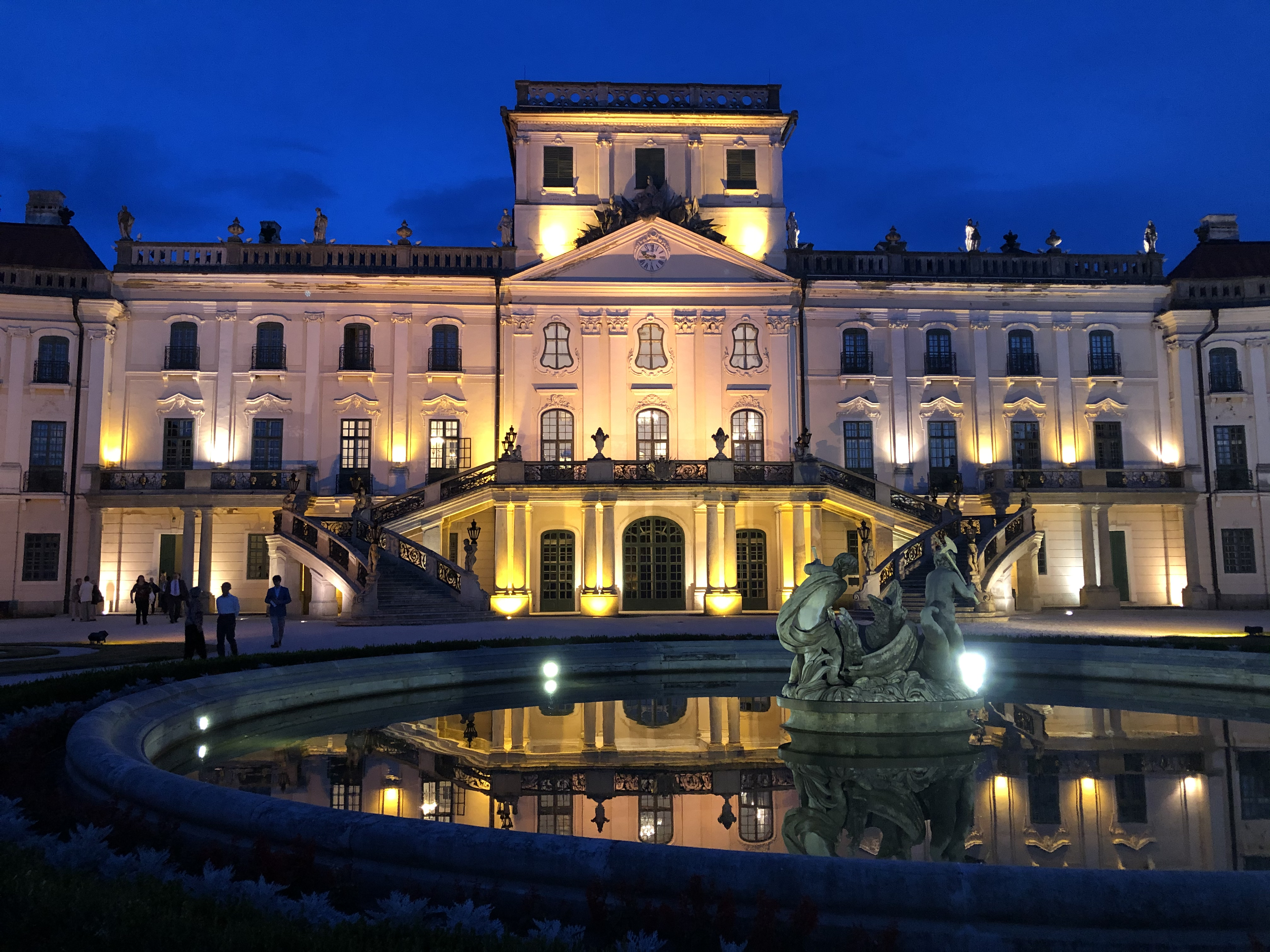
Schlosshof am Abend

Am Ende der Seitenflügel schließen sich an die Wirtschaftsgebäude nach außen gerichtet jeweils eingeschossige Trakte an, nach Osten der ehemalige Wintergarten und nach Westen die Bildergalerie.

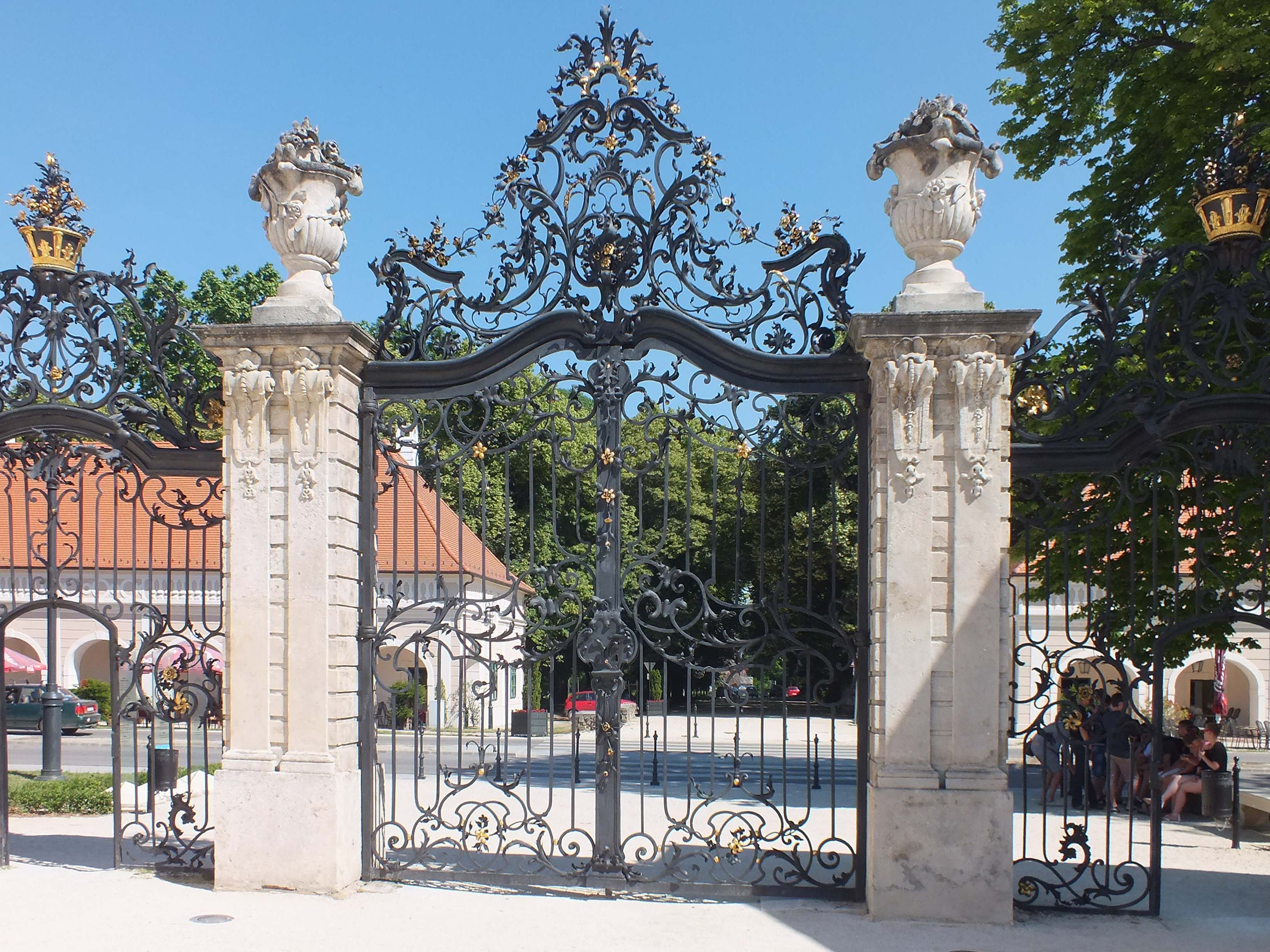
Haupttor
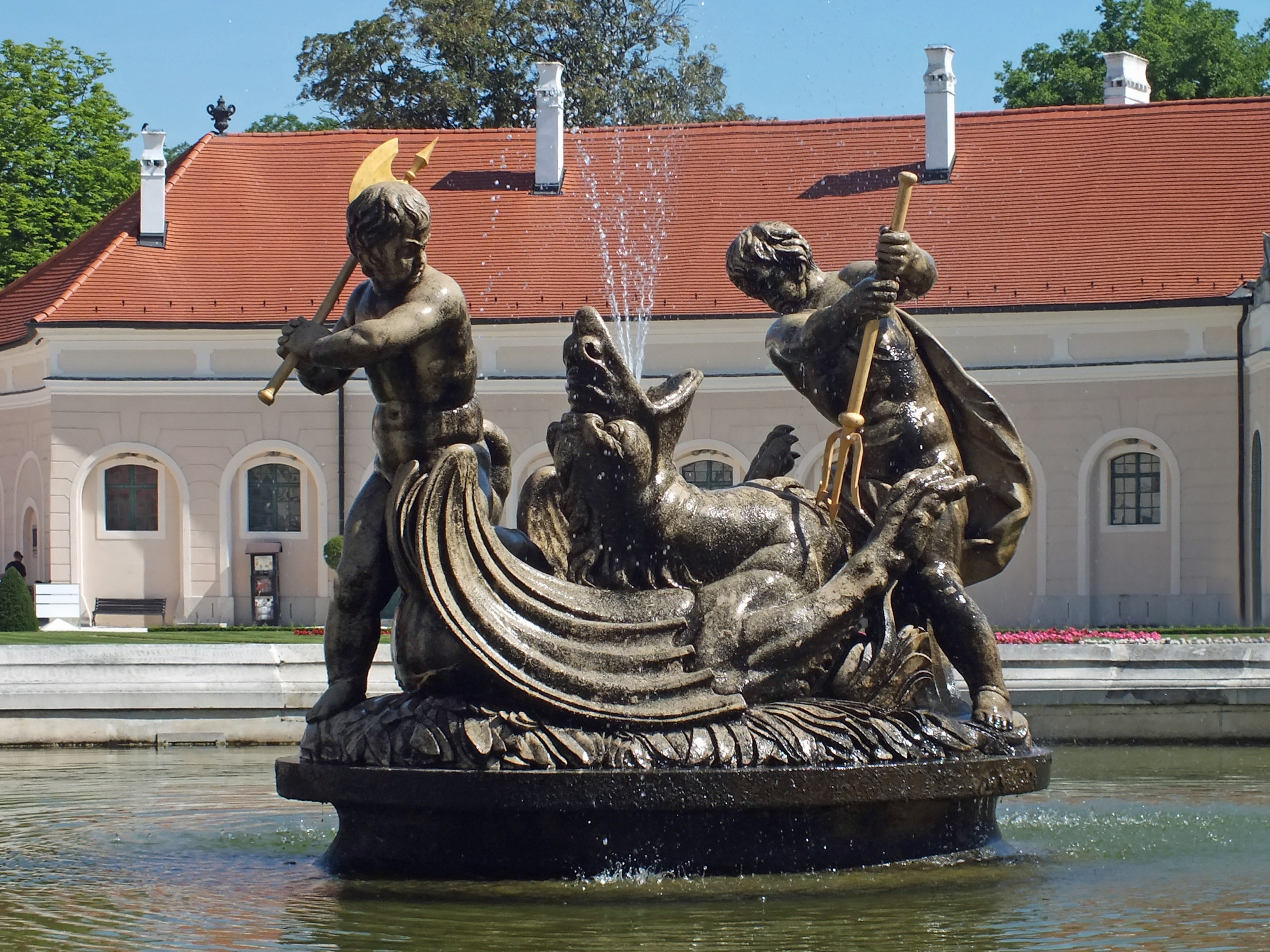
Brunnen im Schlosshof
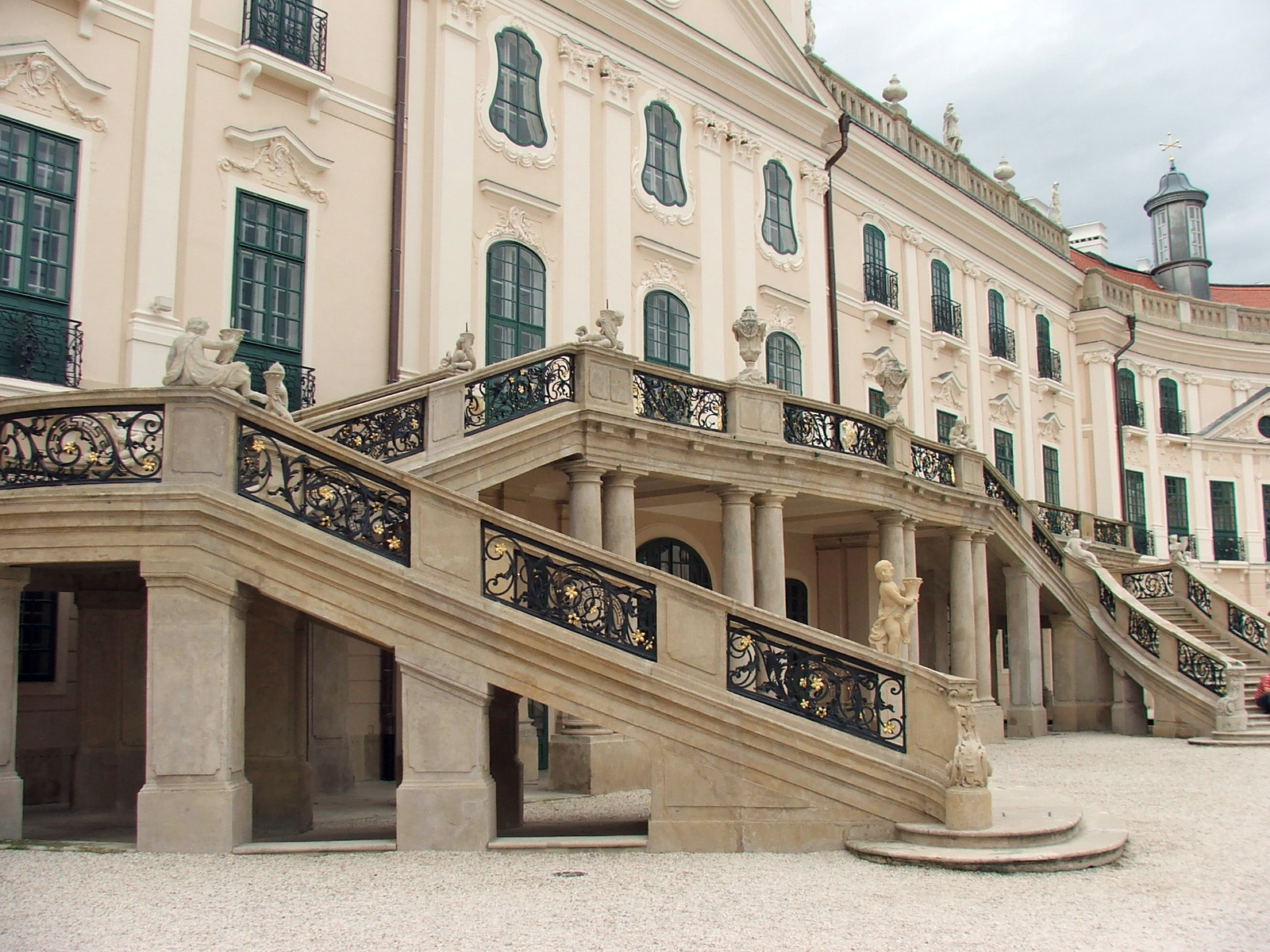
Zweiarmige Prunktreppe
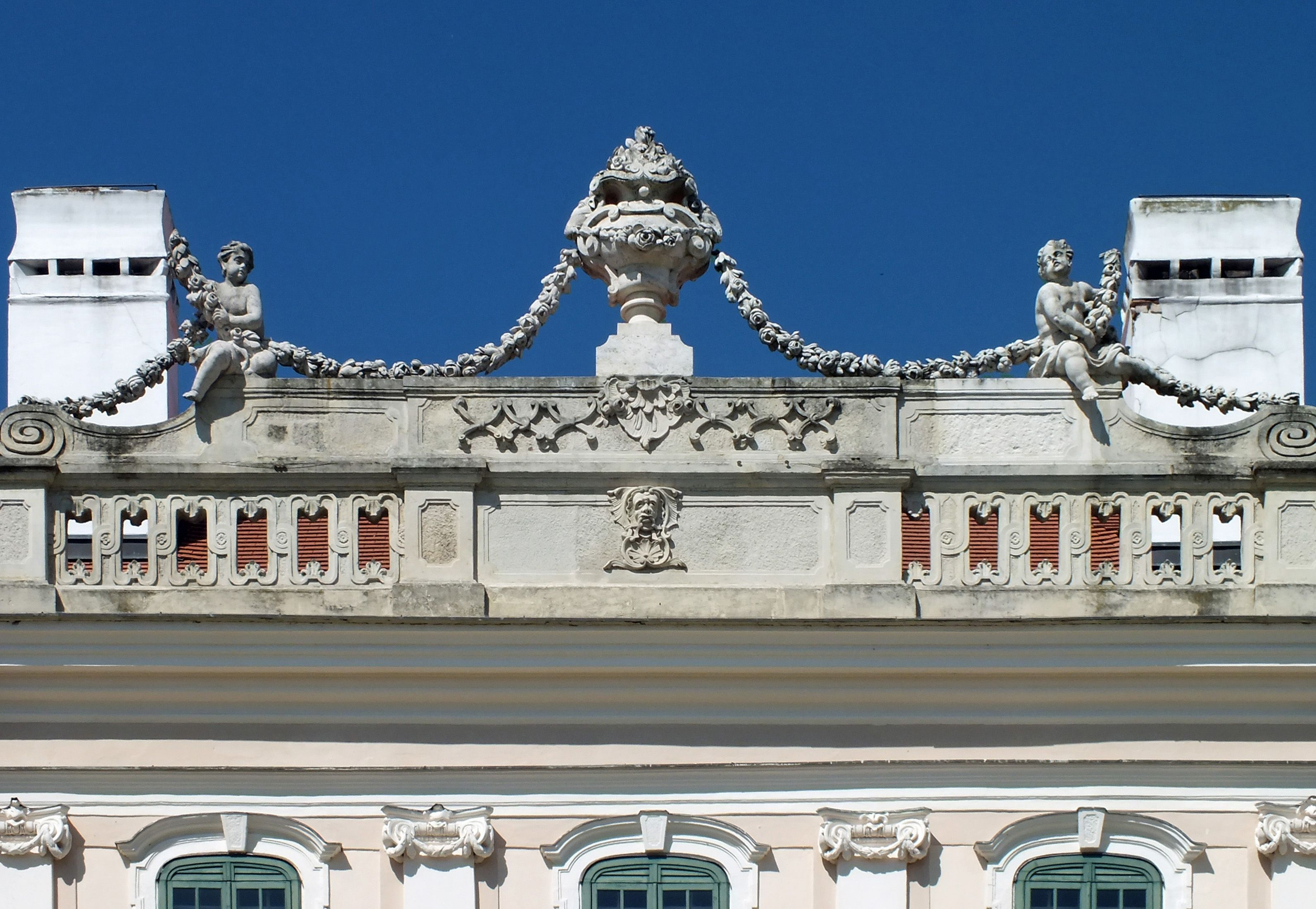
Balustradenschmuck
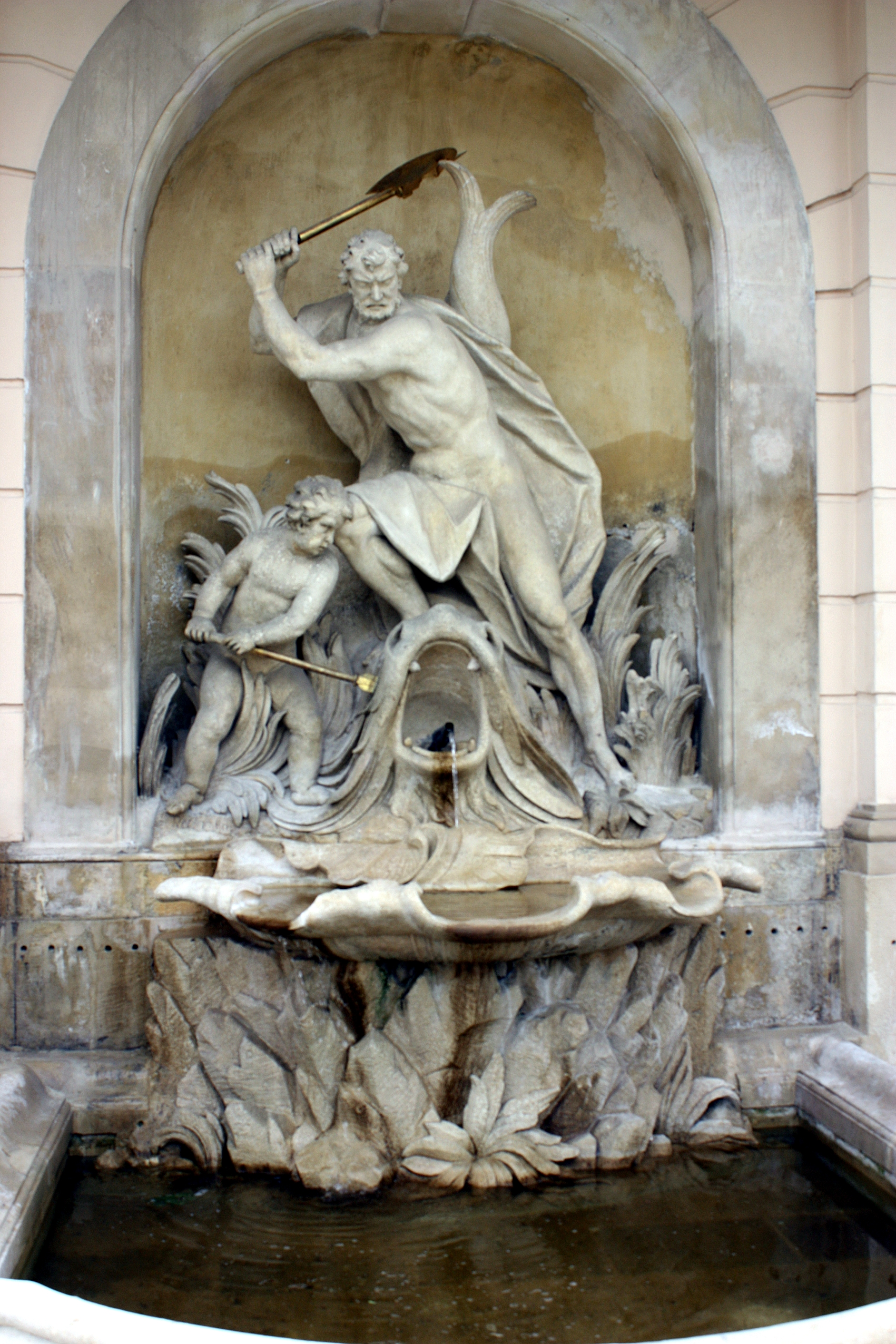
Brunnen am Seitenflügel

### Räume
Der Mittelbau enthält im Erdgeschoss die Sala terrena, einen einstöckigen Saal mit mehreren Pfeilern, die ein mit Deckenfresken geziertes Gewölbe tragen. Sie dient mit ihrem direkten Zugang zum Park im Sommer als Erfrischungsraum, hat aber durch ihre floralen Rokokostukkaturen auch den Charakter eines Wintergartens. In der Etage darüber befinden sich der Prunk- und der Haydnsaal, die jeweils über zwei Geschosse reichen. Der mit zahlreichen Spiegeln ausgestattete Prunksaal zeigt neben reichlicher vergoldeter Rokoko-Ornamentik ein Deckengemälde von Josef Ignaz Mildorfer (1719–1775), das den Triumph des Apollo darstellt. In den Ecknischen symbolisieren die vom Wiener Bildhauer Johann Joseph Resler (1702–1772) in Lebensgröße gefertigten mythologischen Figuren aus bemaltem Kalkstein Flora, Ceres, Diana und Boreas die vier Jahreszeiten. Die Wände des benachbarten Haydn- oder Musiksaals sind aus weißem und rosafarbenem Kunstmarmor. Der vergoldete Wandstuck zeigt Putten mit mehrarmigen Leuchtern. Zwei große Fayenceöfen stehen sich gegenüber. Hier konzertierte über zwei Jahrzehnte Joseph Haydn (1732–1809) mit seiner Hofkapelle.

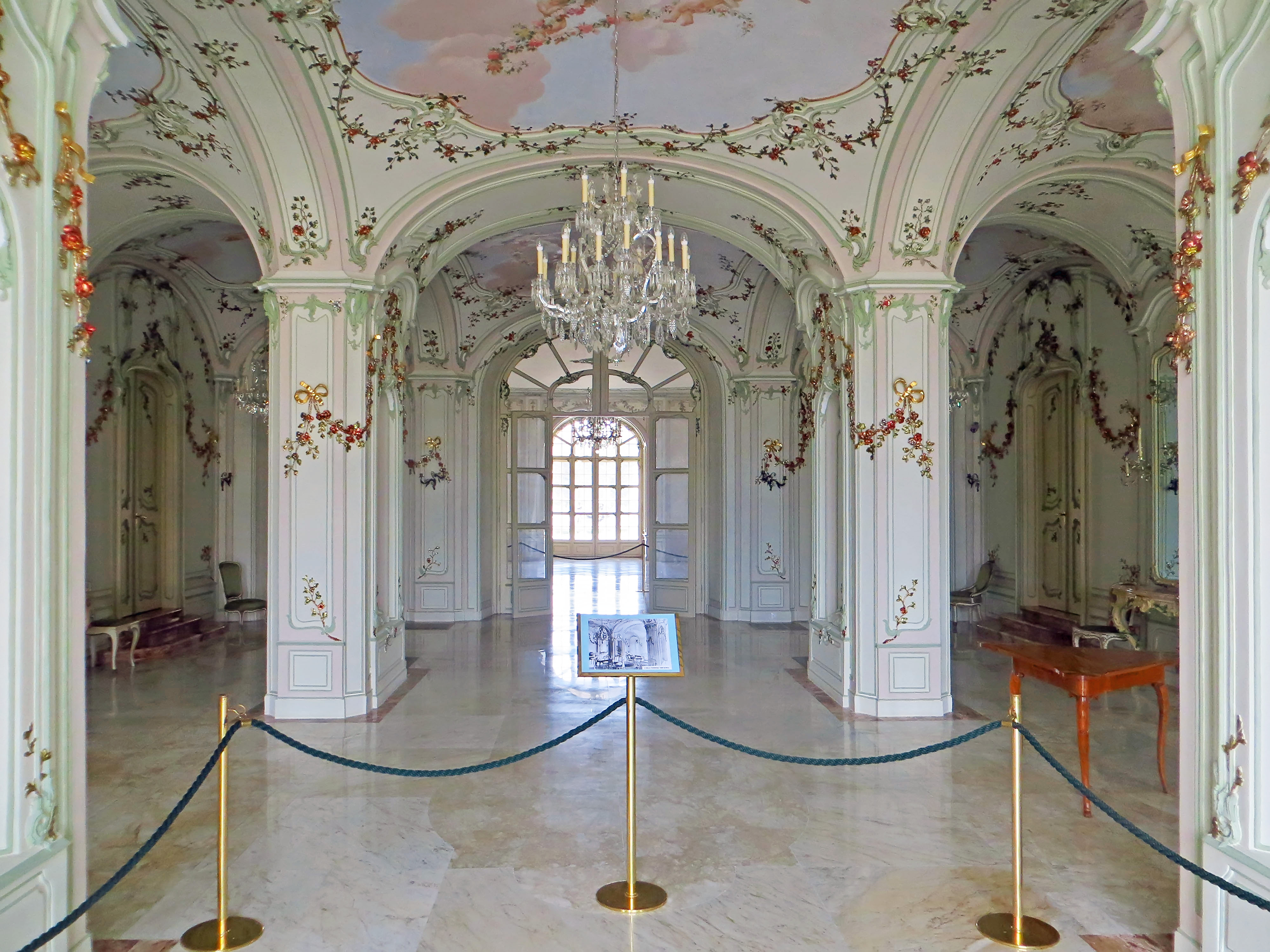
Sala terrena
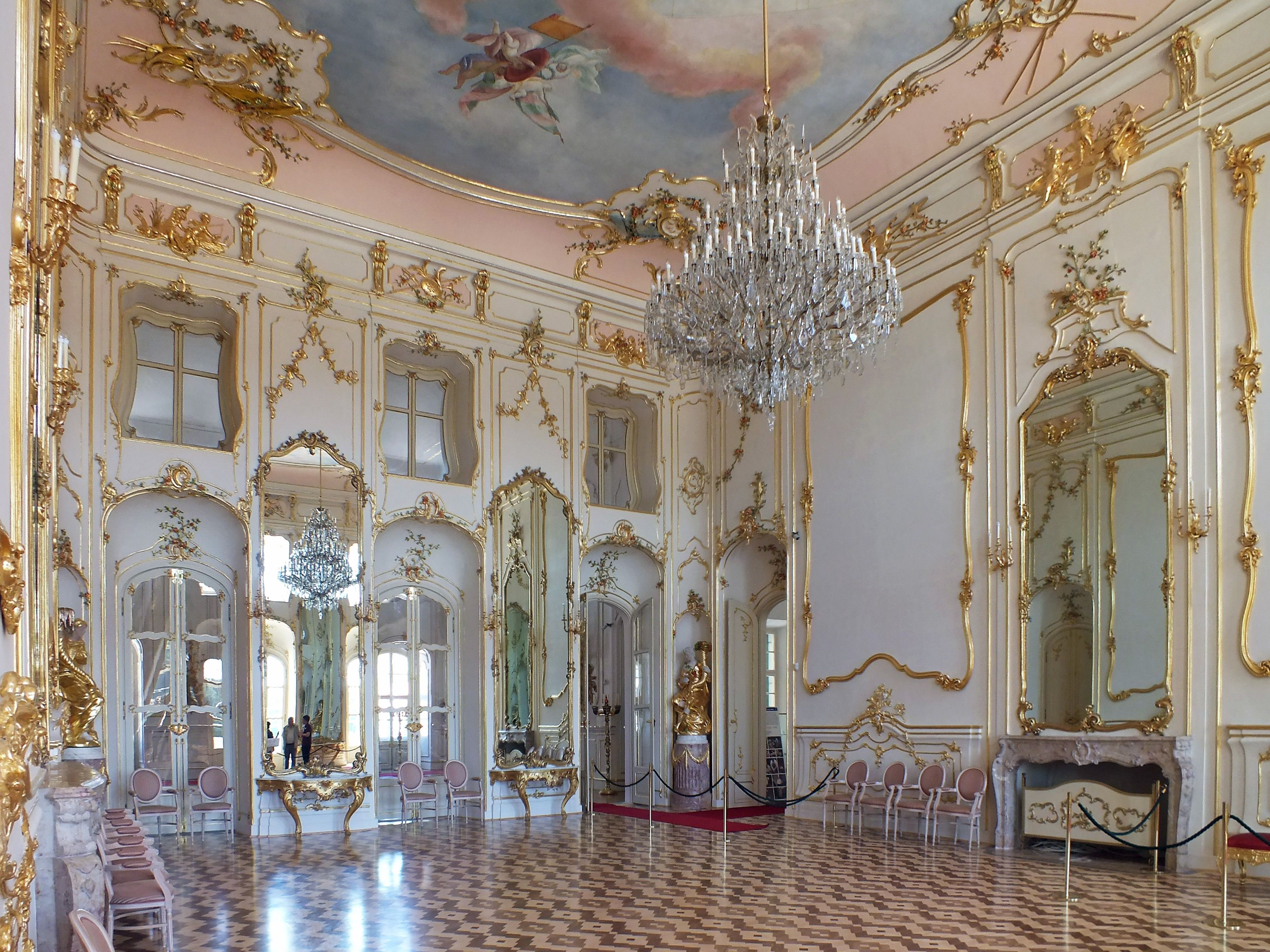
Der Festsaal
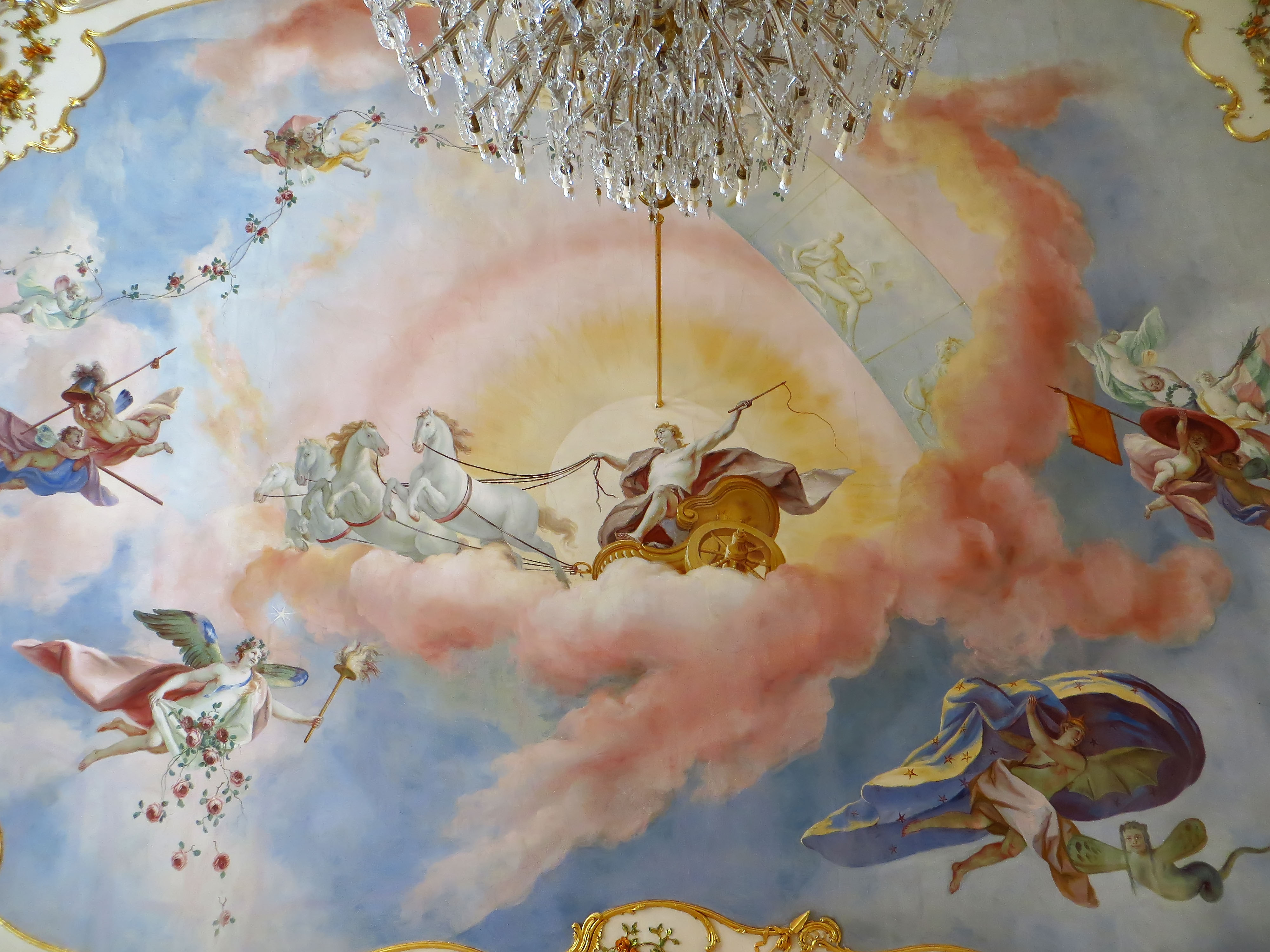
Deckengemälde im Festsaal
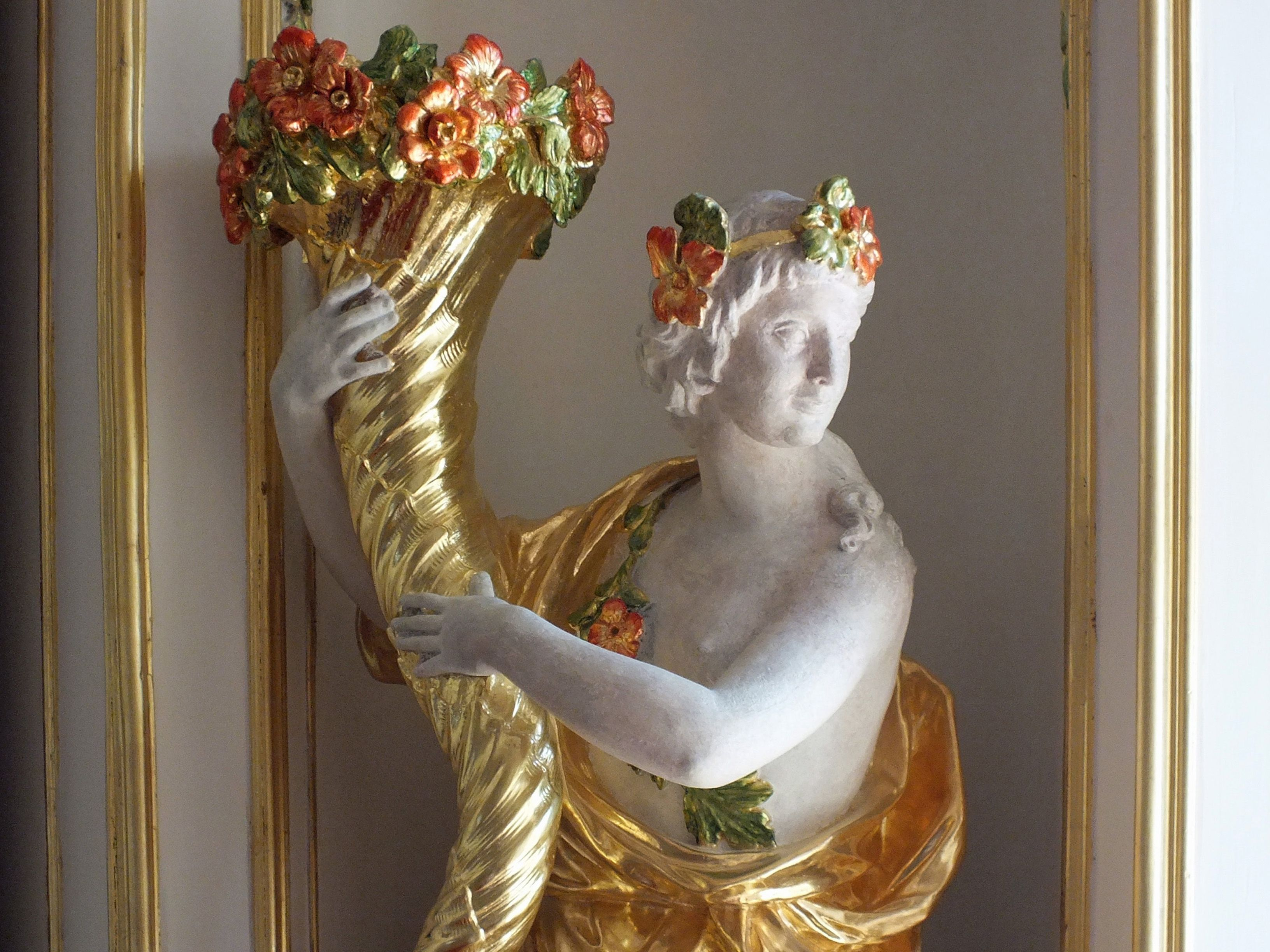
Florastatue als Frühling
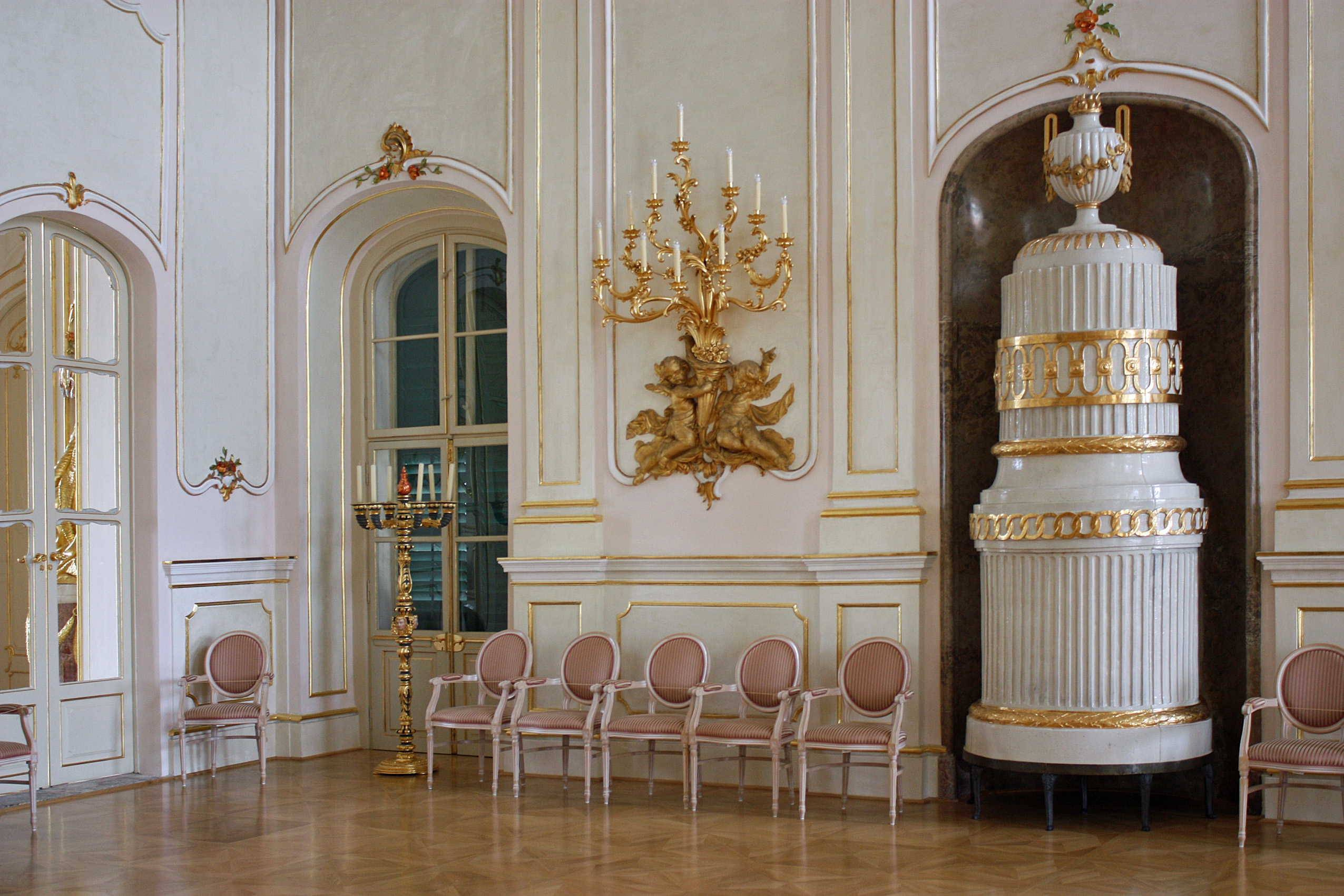
Im Haydnsaal

Die an die zentralen Räume grenzenden Zimmer waren so organisiert, dass sich nach der Ostseite die der Damen anschlossen, im Erdgeschoss das Appartement der Fürstin, im Obergeschoss ein hoheitliches, zum Beispiel für den Besuch der Königin. Nach Westen folgte die Entsprechung der Herren. In den weiter entlegenen Räumen der Seitenflügel wohnten die mit dem Fürsten verwandten Familien. Die heutige Möblierung ist nicht mehr die originale. Im westlichen Bogenteil befindet sich die Schlosskapelle. Sie hat eine ovale Grundfläche, und im Erd- sowie im Obergeschoss schließen sich Galerien an. Das Deckenfresko in der Kuppel stammt wie das des Festsaals von Josef Ignaz Mildorfer. Die Kuppel besitzt ein Oberlicht, das in einen kleinen Turm führt, welcher die Lage der Kapelle nach außen markiert.

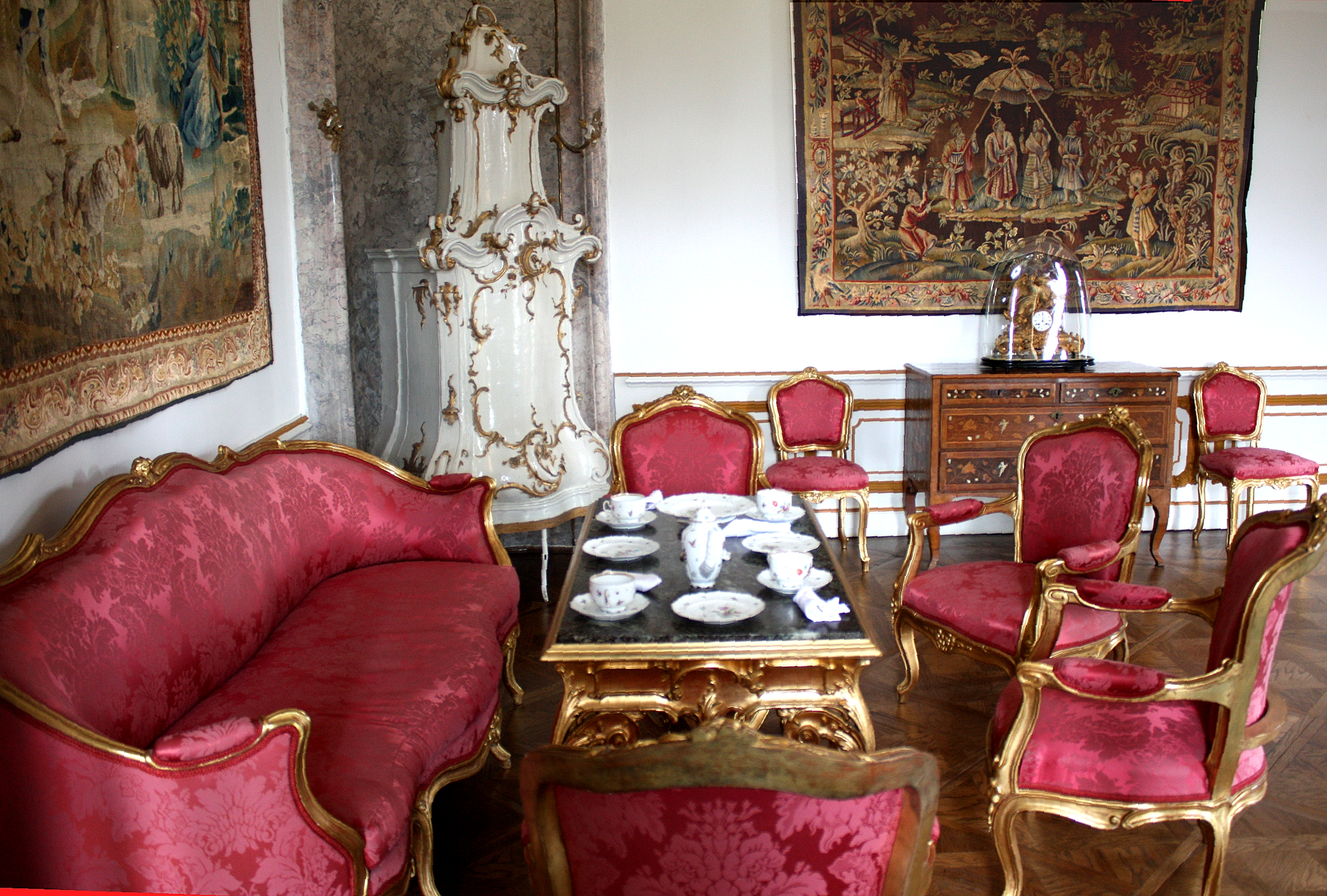
Roter Salon
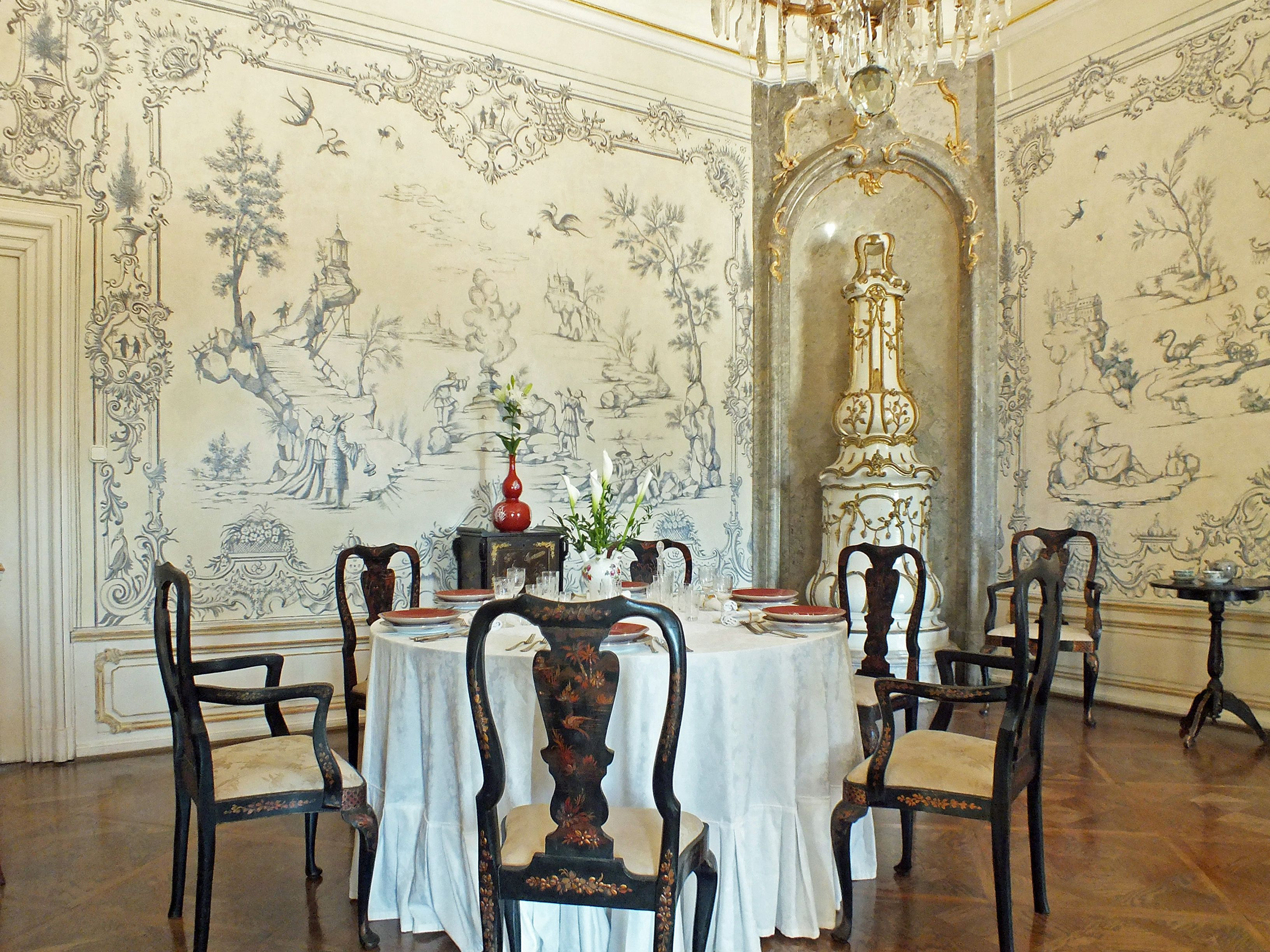
Speisezimmer der Fürstin
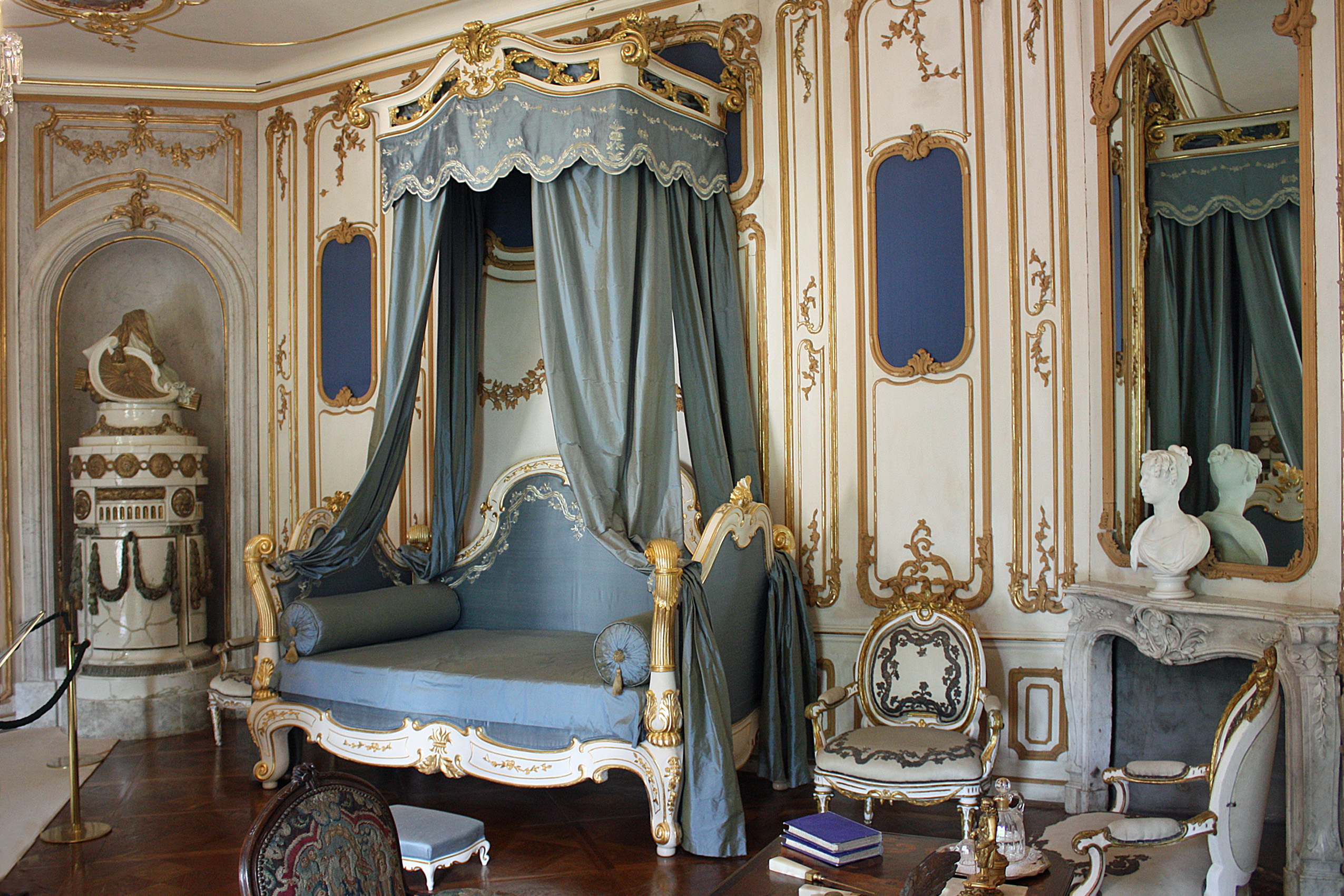
Schlafzimmer des Fürsten
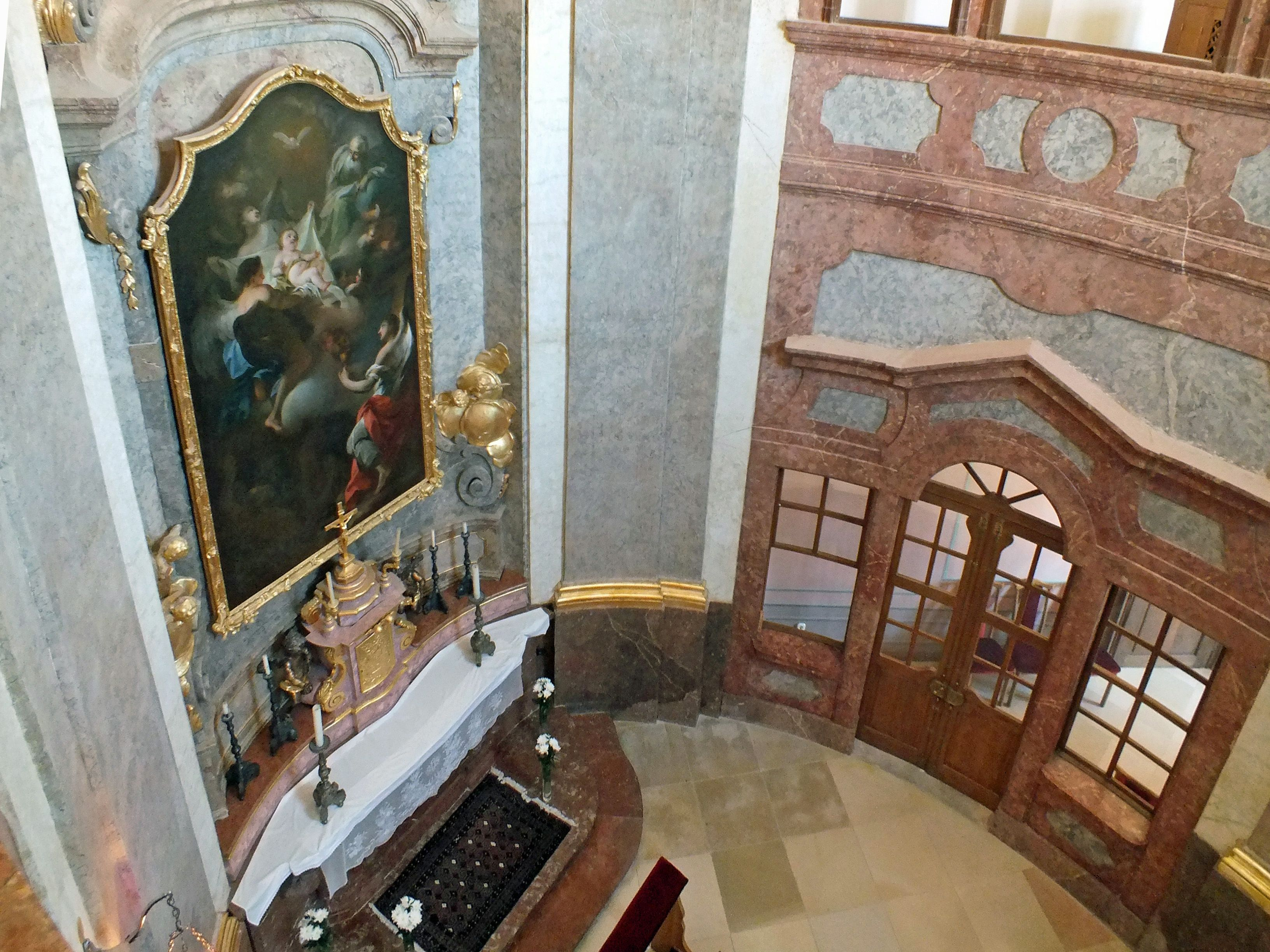
Schlosskapelle
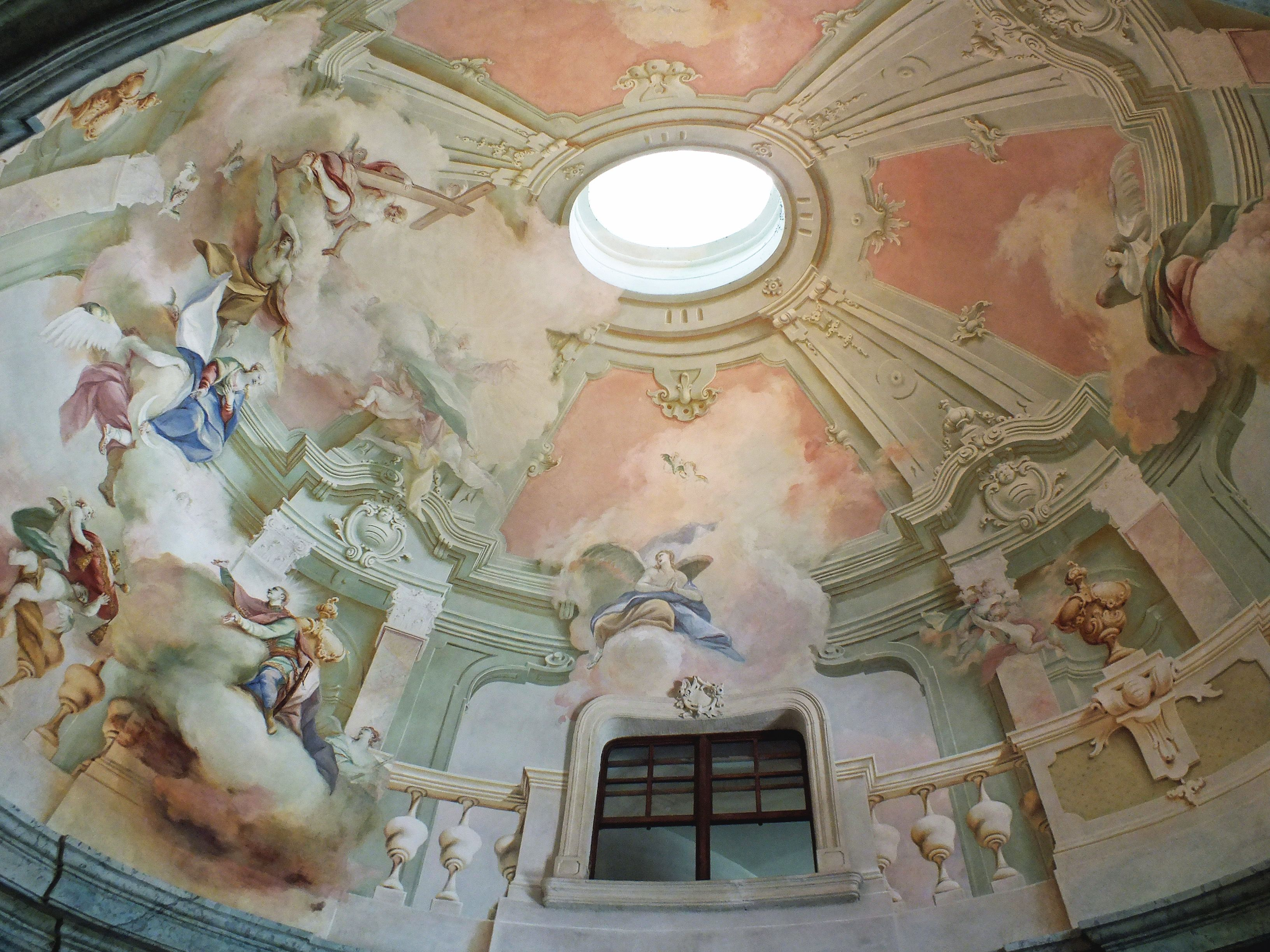
Kuppel der Schlosskapelle

### Park und weitere Bauten
Das Schloss ist nach drei Seiten, außer nach Norden von einem Park umgeben. Nach Süden erstreckte sich im 18. Jahrhundert die barocke Parkanlage mit Statuen und streng geometrisch angeordneten Blumenrabatten. Die drei vom Zentrum des Hauptgebäudes ausgehenden Sichtachsen sind als Wege heute noch vorhanden. Sie werden von geometrisch geformten Sträuchern gesäumt, die darüber hinaus als Kugel oder Pyramide, in geometrischer Anordnung auf der nunmehrigen großen Wiese verteilt sind. Die strenge Form der Pflanzen und ihre Anordnung nehmen Bezug auf die barocke Vergangenheit. Die einzige Figur in diesem Parkteil ist aus neuer Zeit eine Bronzeplastik Joseph Haydns, der mit einem Notenbündel zu seinem Auftraggeber zu eilen scheint. Die Sichtachsenwege sind etwa 1,7 km lang, führen aber in den entfernteren Teilen heute nur durch Wald. Die Parkteile östlich und westlich des Schlosses sind nach englischer Manier gestaltet.
Zur Glanzzeit des Schlosses standen an der Westseite des Parks das Opernhaus und an der Ostseite das Marionettentheater. Vom Opernhaus, das 1779 abbrannte und nach zwei Jahren wieder aufgebaut worden war, ist nichts mehr vorhanden. Das mehrfach umgebaute und zweckentfremdet genutzte Marionettentheater dient nach seiner Rekonstruktion als Veranstaltungssaal. An das Marionettentheater schließt sich das sogenannte „kleine Schloss“ an, ein einstöckiges Gebäude in U-Form, das ehemals der Gutsverwaltung diente und nun für Büroräume sowie Zimmer und Probenräume für Teilnehmer von Musikkursen vorgesehen ist. Weitere Parkbauten, wie Brunnen, Tempel und chinesische Pavillons existieren nicht mehr.
Eine Ausnahme ist der etwas entlegene, etwa 700 Meter vom Schloss entfernte und restaurierte Pavillon in Form eines Oktogons mit dem Namen Bagatelle. Er war speziell zum Besuch von Maria Theresia (1717–1780) errichtet worden und erhielt seinen Namen nach der Antwort Nikolaus I. auf die Frage Maria Theresias nach den Baukosten, die er als Bagatelle für sich bezeichnete.
In den beiden ehemaligen Häusern der Schlosswache gegenüber dem Haupttor mit ihren siebenbogigen Arkaden sind heute Gaststätten untergebracht, und der ehemalige Wohnkomplex für die Musiker der Hofkapelle am ehemals östlichen Ende des Parkgeländes dient nunmehr als Rathaus von Fertöd und beherbergt neben einer Musikschule ein Haydn-Gedenkzimmer und eine Bibliothek.

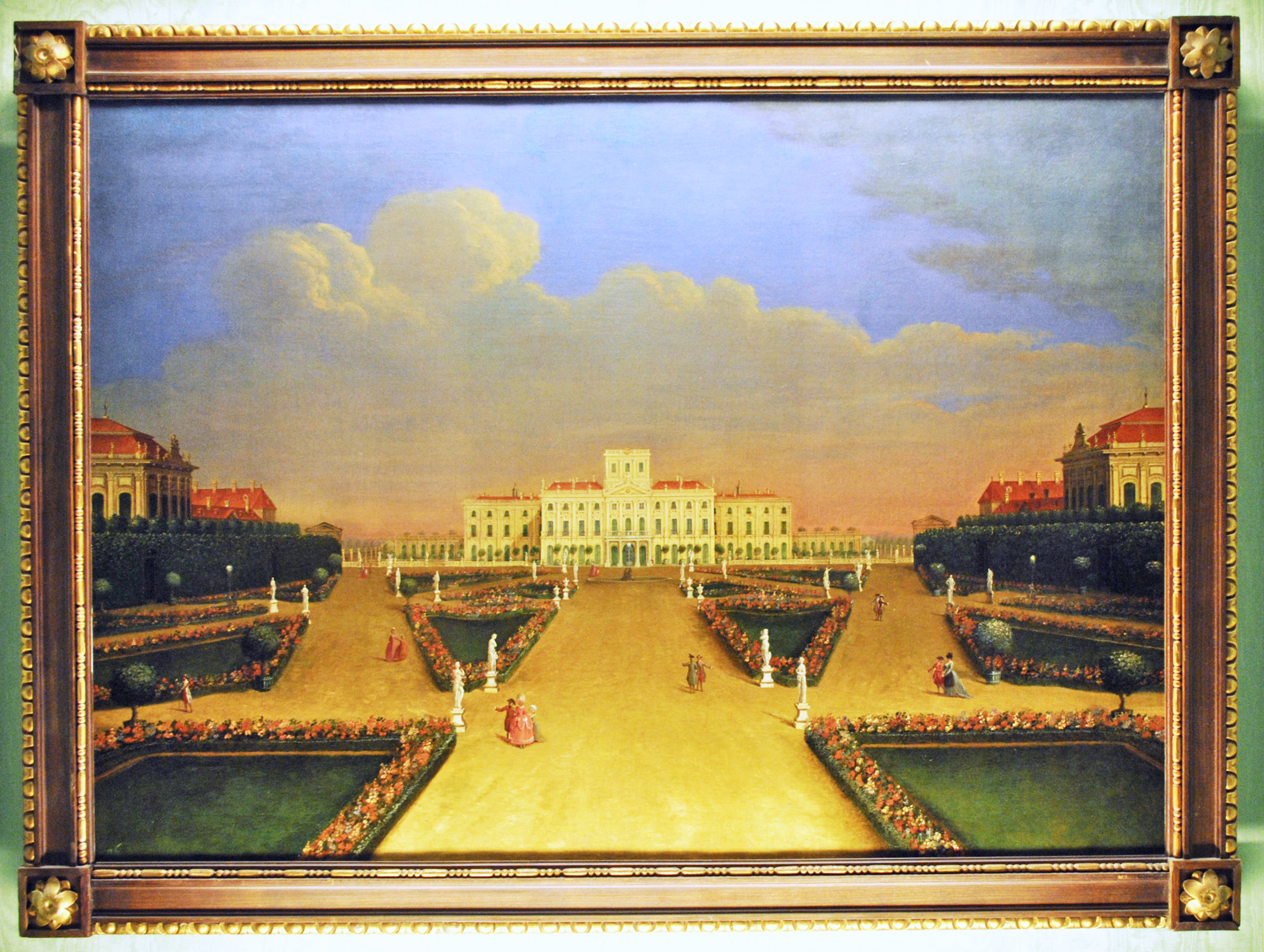
Der Barockpark in einer zeitgenössischen Darstellung
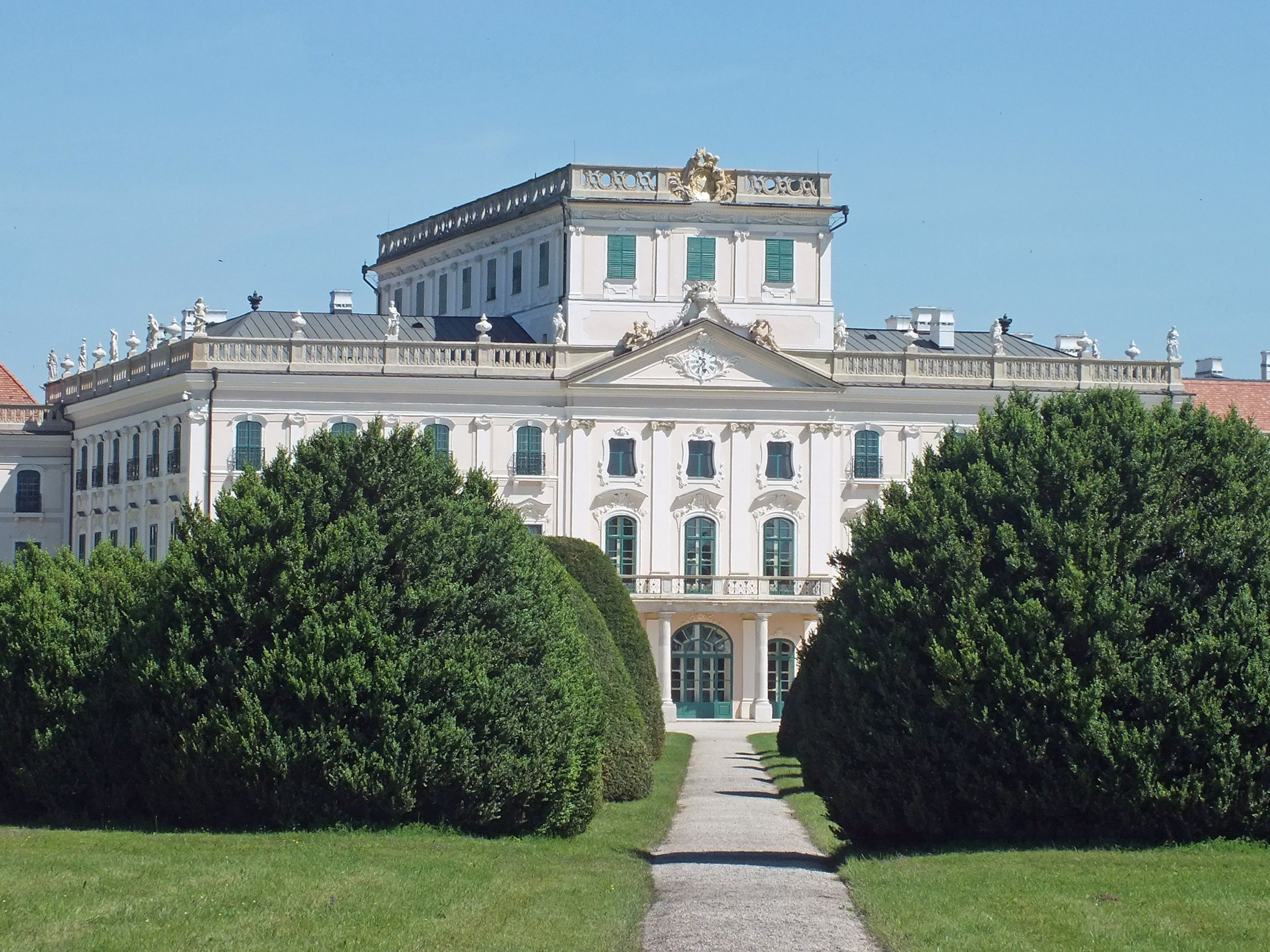
Eine der alten Sichtachsen
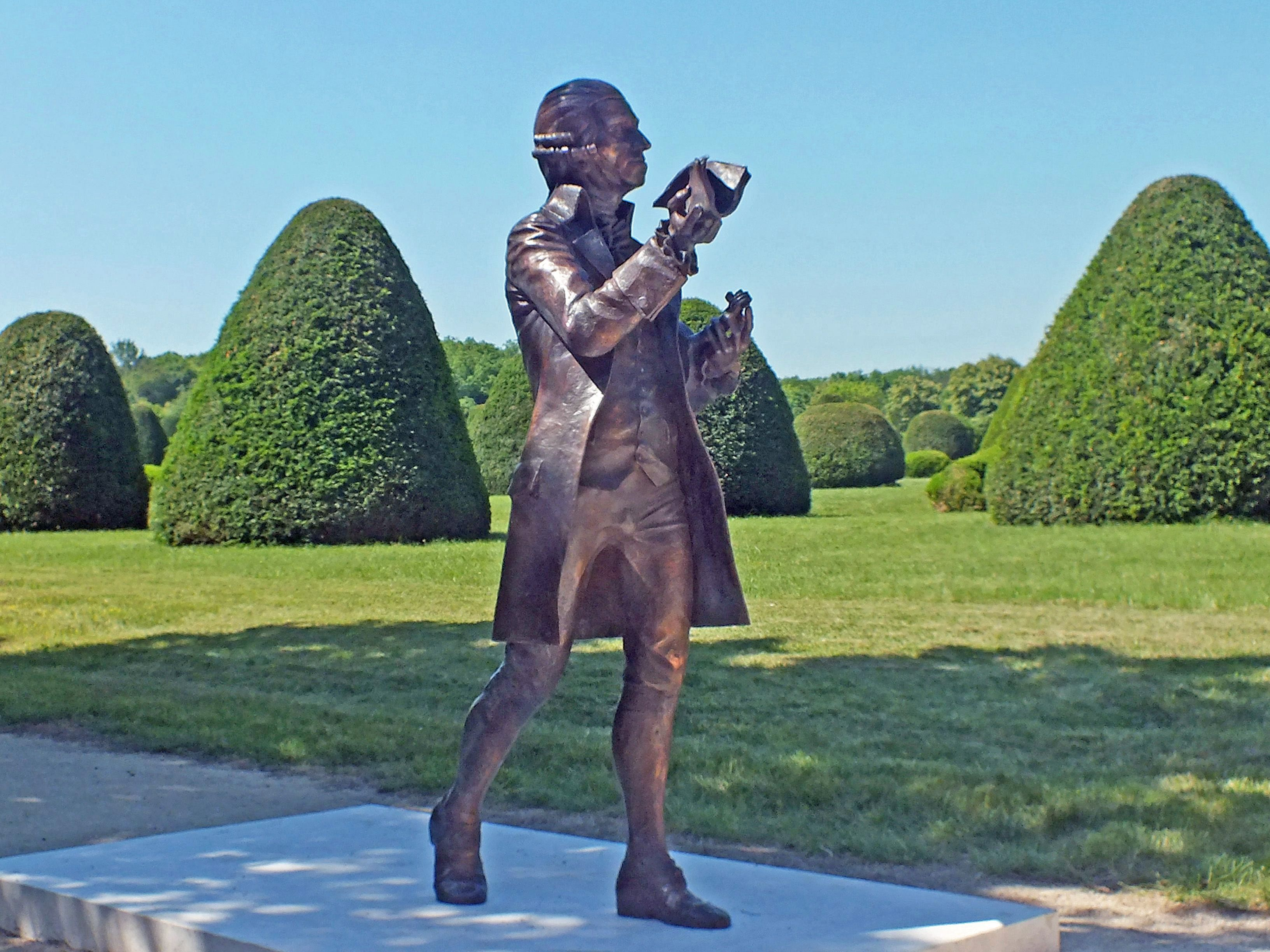
Haydn-Figur
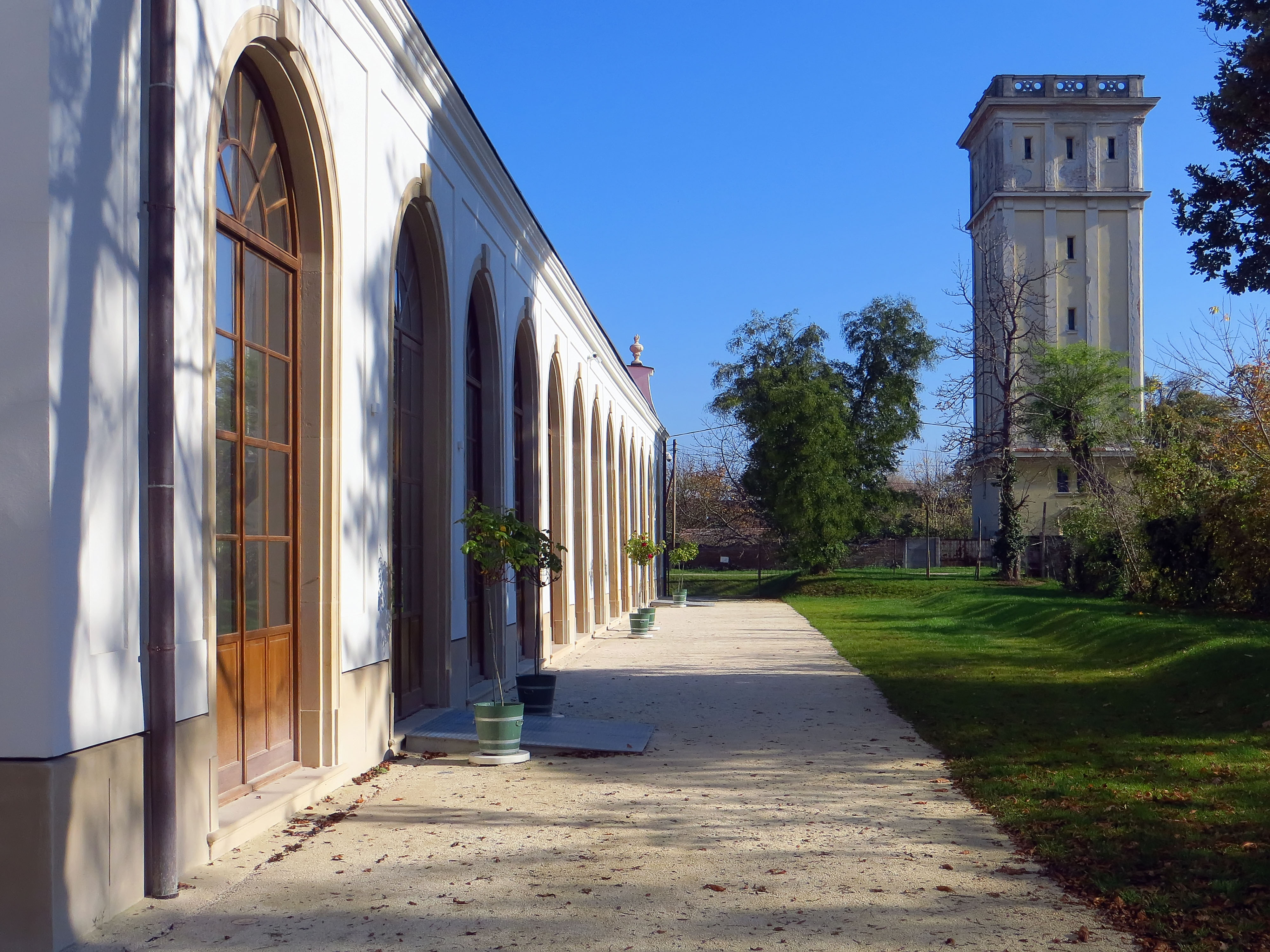
Ehemaliges Marionettentheater und Wasserturm
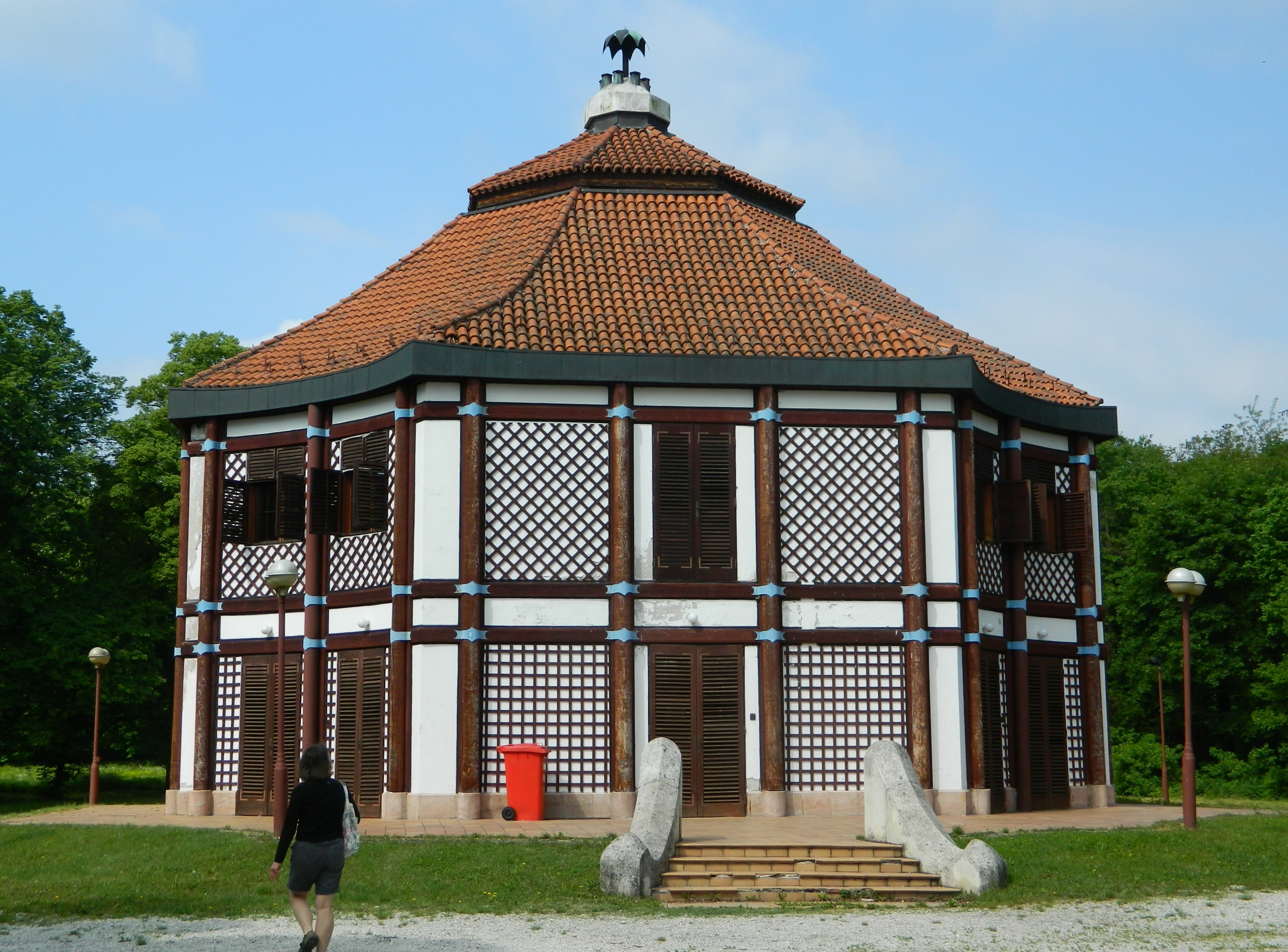
Pavillon „Bagatelle“

Fürst Nikolaus IV. Esterházy de Galantha († 1920), seine Ehefrau Margit († 1910), ihr Sohn Anton († 1944) und weitere Familienangehörige sind im Esterházy'schen Familienfriedhof Fertőd bestattet, der sich in einem kleinen Park rund zwei Kilometer nordöstlich des Schlosses Esterházy befindet (Position: 47° 38′ 8,1″ N, 16° 53′ 4,8″ O).

## Geschichte

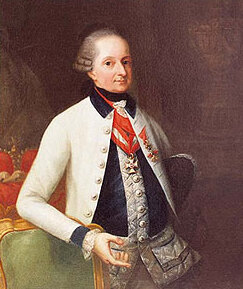
Fürst Nikolaus I. (nach 1765)

Michael Fürst Esterházy (1671–1721) hatte zu Beginn des 18. Jahrhunderts an der Stelle des späteren Schlosses ein kleines Jagdschloss errichtet. Nachdem Nikolaus I. (1714–1790) 
nach dem Tod seines älteren Bruders Paul II. Anton (1711–1762) Oberhaupt der Familie geworden war und den Fürstentitel erhalten hatte, ließ er das Jagdschloss zu einer großen prachtvollen Sommerresidenz umbauen.

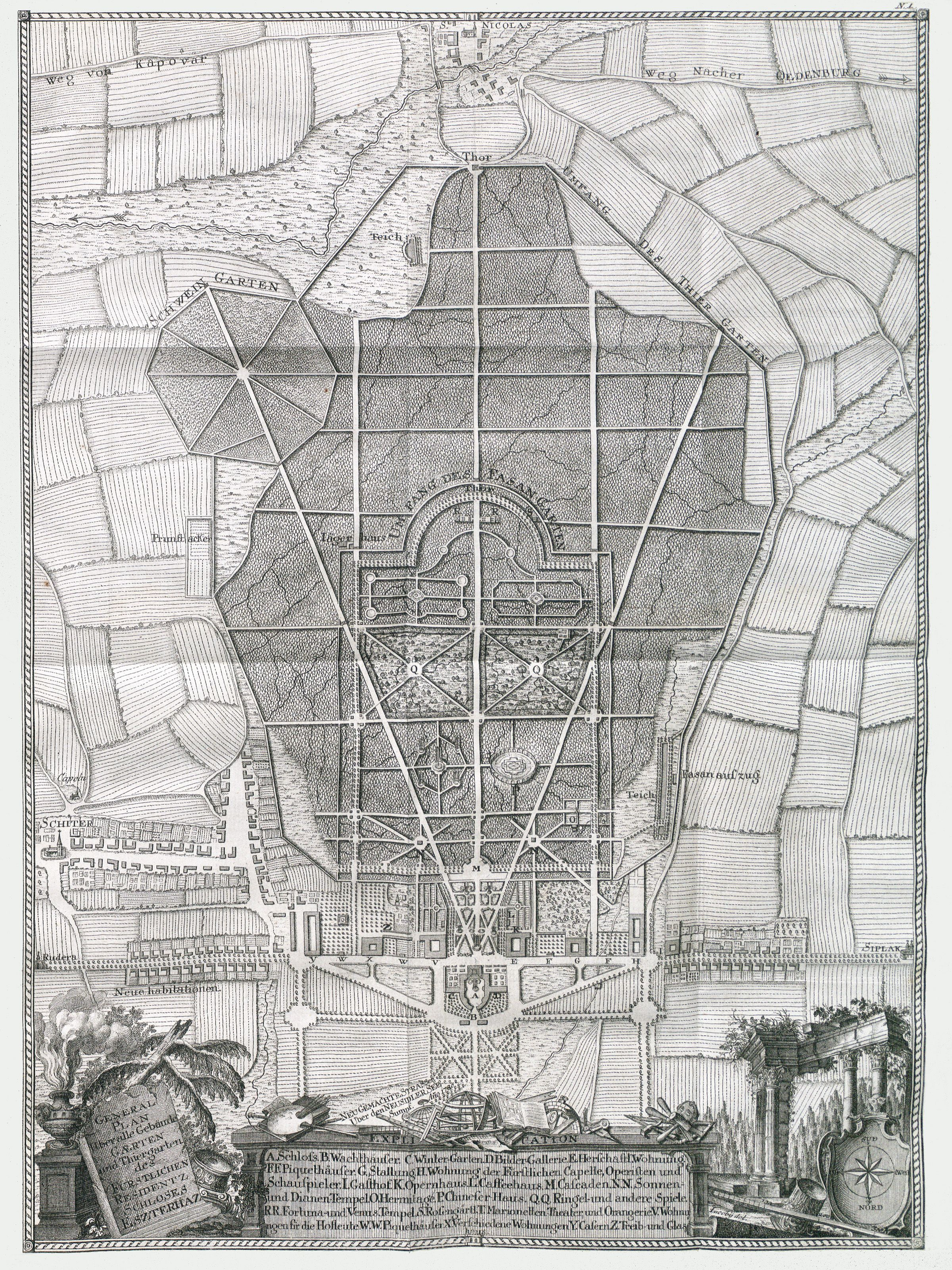
Plan von Schloss und Park 1784

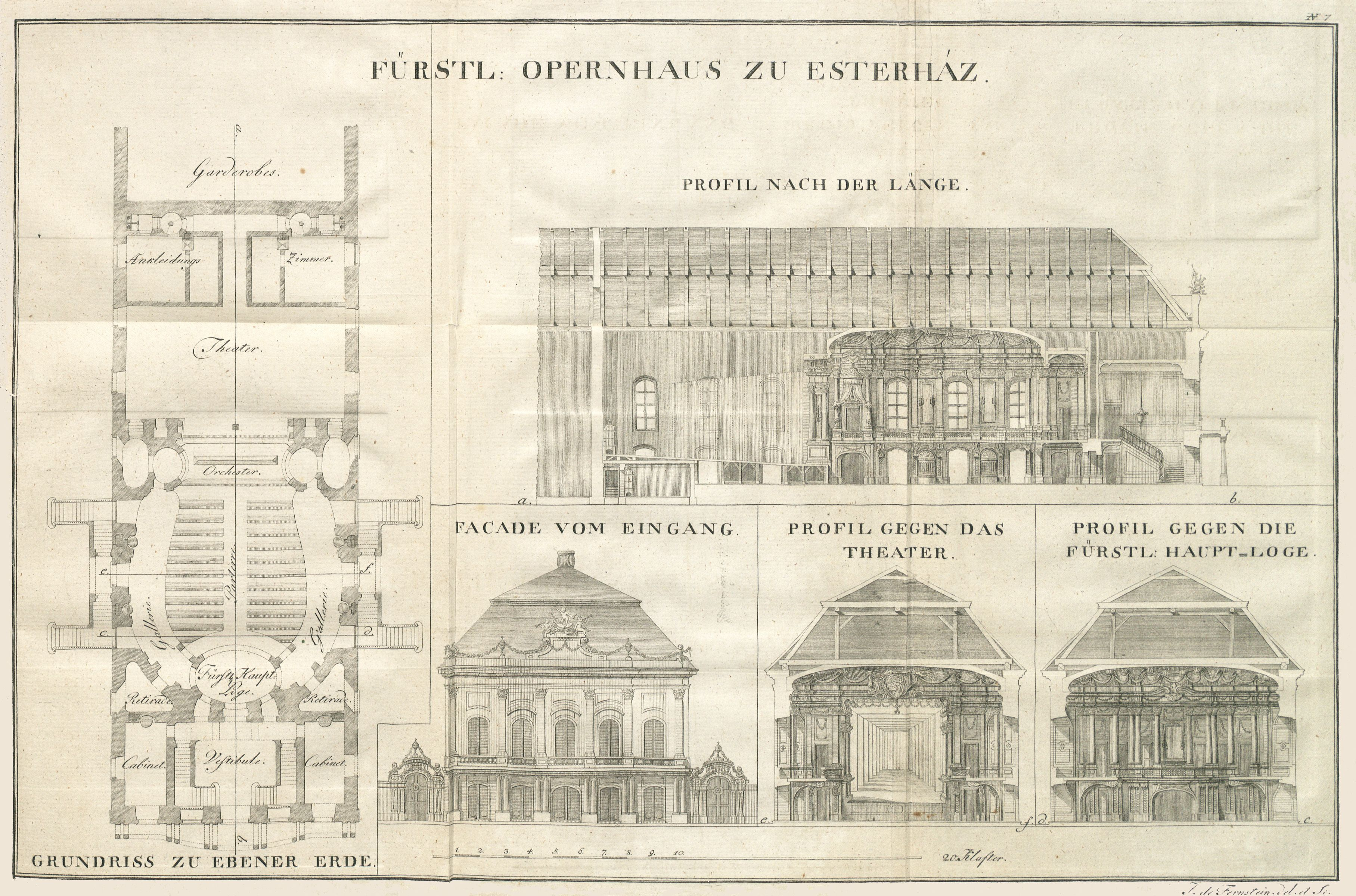
Zeichnung zum ehemaligen Opernhaus

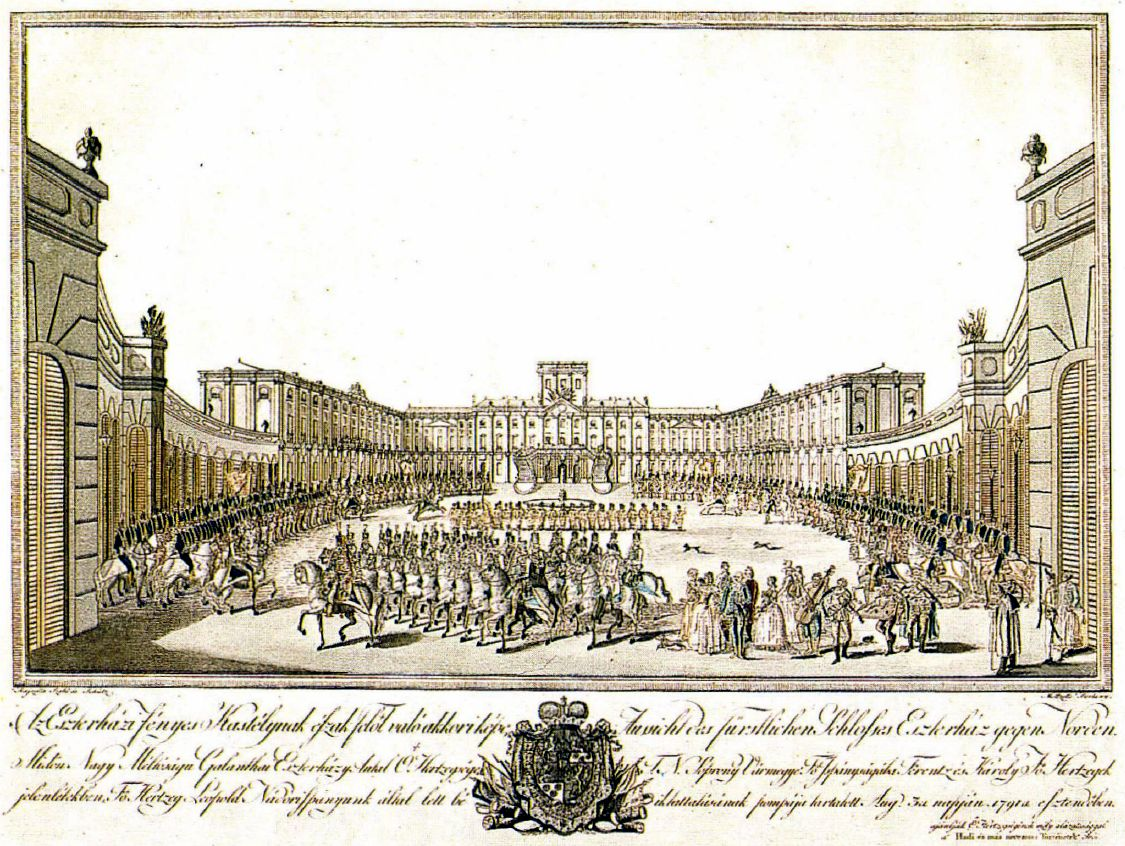
Parade im Schloss, um 1790

Die Pläne stammten von den Wiener Hofbaumeistern Johann Ferdinand Mödlhammer († 1777) und Melchior Hefele (1716–1794). Material für die Steinmetzarbeiten kam überwiegend aus den Steinbrüchen in Kaisersteinbruch mit dem Kaiserstein und in St. Margarethen, wobei letzterer den Esterházys gehörte. Der Hauptteil der Bauarbeiten erfolgte in den Jahren zwischen 1763 und 1766. Aber auch danach gab es weitere Bautätigkeiten. 
Das Repräsentationsbedürfnis der Fürstenfamilie drückte sich in der sehr selbstbewussten Architektur ebenso aus wie in der Raumgestaltung des Schlosses. Ähnlichkeiten mit der kaiserlichen Sommerresidenz Schloss Schönbrunn in Wien sind kein Zufall, z. B. die ähnlichen Mittelstiegen zum Hauptgeschoss im Haupttrakt. Die Habsburger wiederum hatten für Schönbrunn Versailles als Vorbild, das Nikolaus I. auch besucht hatte. Schloss Esterházy wird daher auch als „ungarisches Versailles“ bezeichnet.
In seiner Sommerresidenz entfaltete Nikolaus I. ein prachtvolles, kostspieliges Leben mit Opern- und Theateraufführungen, Bällen, Jagden und Festen verschiedener Art. Für die musikalische Seite war als Leiter der Hofkapelle Joseph Haydn verantwortlich, der für das Opernhaus zahlreiche Werke komponierte. Konzerte fanden im Schloss statt. Dabei wurde 1772 Haydns später sehr beliebte „Abschiedssymphonie“ uraufgeführt, bei der die Orchestermusiker, deren Part zu Ende ist, die Bühne verlassen, bis nurmehr zwei Violinisten zu Ende spielen. Unter den zahlreichen meist dem Hochadel angehörenden Gästen des Schlosses war 1773 die Erzherzogin von Österreich und Königin von Ungarn Maria Theresia. Das Schloss wurde von über 150 Mann Leibgarde bewacht, in den Ställen war Platz für 110 Pferde. All das trug Nikolaus I. den Beinamen „der Prachtliebende“ ein.
Nach seinem Tod verließen sein Erbe Anton I. und dessen Nachfolger der angelaufenen Schulden wegen das Schloss und lösten die Hofhaltung auf. Gebäude und Park verfielen. Erst 100 Jahre später konnte um 1900 Nikolaus IV. (1869–1920), als er die Finanzkrise der Familie überwunden hatte, an die Wiederbelebung des Schlosses gehen. Schließlich zog die Familie mit den Kindern in das renovierte Schloss.
Dem setzte der Zweite Weltkrieg und sein Ausgang ein Ende. Nach Kriegsschäden wurde die Anlage wie anderes Esterházy-Eigentum in Ungarn nach 1945 durch den Staat enteignet. Und wieder setzte Verfall ein. Die Renovierung des Schlosses begann 1959 und wurde durch ein EU-Projekt ab 2009 nochmals intensiviert.
Heute ist der mittlere Teil des Schlosses als staatliches Museum zu besichtigen. In einem Seitenteil ist neben einer Fachmittelschule für Gartenbau eine kaufmännische Schule untergebracht, die mit der österreichischen Handelsakademie Frauenkirchen kooperiert. Dabei unterrichten in den Schulen Lehrer beider Länder zweisprachig.